# Индиано

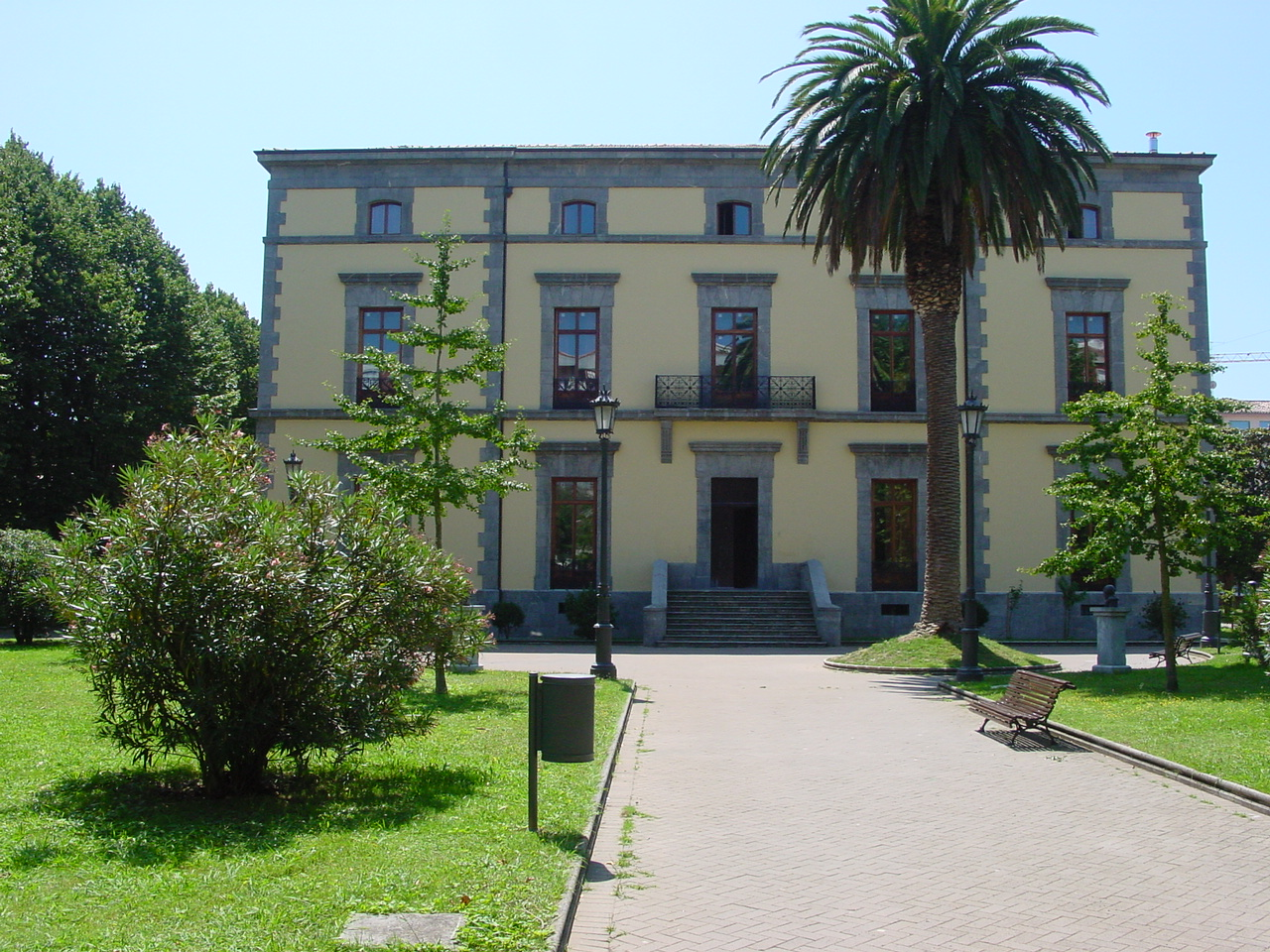
Дворец маркиза Мансанедо, теперь ратуша Сантоньи (Кантабрия). Обращает на себя внимание пальма перед входом как память о годах эмиграции владельца особняка.

Термин Индиано (исп. Indiano) в Золотой век Испании был разговорным наименованием испанца, отправившегося в американские колонии Испании и возвратившегося затем богатым. Они становились героями литературных произведений. Это название распространялось и на потомков такого человека, с уважительной или уничижительной коннотацией в зависимости от случая.
Индиано в более широком смысле также называли эмигрантов во времена касикизма (конец XIX и начало XX века), периода, когда немало молодых людей, особенно из приморских регионов, таких как Галисия, Астурия, Кантабрия, Страна Басков, Каталония и Канарские острова, были вынуждены сделать то, что называлось hacer las Américas: эмигрировать в поисках лучшей доли в латиноамериканские страны, такие как Аргентина, Бразилия, Чили, Куба, Мексика, Уругвай или Венесуэла. В некоторых случаях их звали уже обосновавшиеся в тех местах родственники, создав весьма успешный семейный бизнес. Большинству из них не так повезло, и они не нашли в Америке лучшей участи, чем бедность, от которой бежали.

## Характеристика

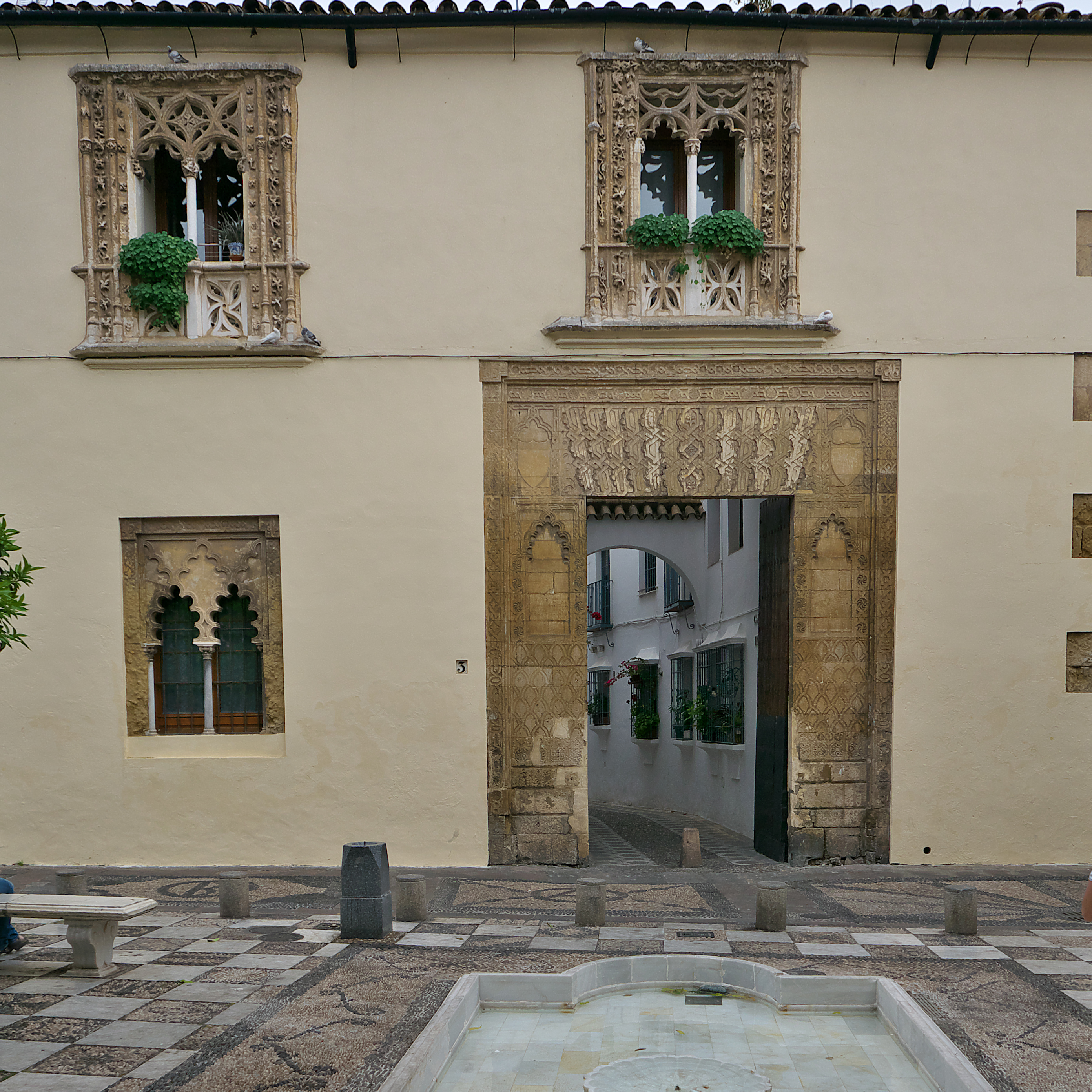
Каса-де-лос-Сеас в Кордове, известный как Каса-дель-Индиано, был куплен богатым индиано Хуаном Косме Паниагуа.

Те, кто сумел накопить состояние и решил спустя годы вернуться обратно, стремились к престижу, приобретая какой -либо дворянский титул, покупая и восстанавливая старые особняки или загородные дома или строя новые дворцы в очень эффектном колониальном или эклектическом стиле, которые стали называть casonas, casas de indianos или casas indianas (в некоторых районах, например в астурийском городе Сомадо, их особенно много). Они часто выращивали пальмы в своих садах как символ своего приключения в тропических землях. Они также занимались благотворительностью и меценатством, оказывая поддержку учреждениям культуры, субсидируя строительство школ, церквей и ратушей, строительство и ремонт дорог, больниц, приютов, подведение воды и электричества и т. д. В литературе и искусстве часто упоминалась история эмиграции в Америку и возвращения индиано.
Чистота происхождения некоторых из этих состояний всегда была под вопросом, особенно тех, кто разбогател на работорговле (например, Антонио Лопес-и-Лопес, получивший титул маркиза де Комильяс), и кто в сговоре с землевладельцами, обосновавшимися за границей, создали группу давления на рабов, чтобы воспрепятствовать принятию аболиционистского законодательства, которое могло быть разработано в метрополии, например, реформам, продвигаемым Хулио Вискаррондо (сам потомок землевладельцев-рабовладельцев). В группе сторонников рабства выделялся Антонио Кановас дель Кастильо (брат Хосе Кановаса дель Кастильо, разбогатевший на Кубе) и Франсиско Ромеро Робледо.  Рабство не было окончательно отменено в испанских колониях до 7 октября 1886 года.

## Индиано Галисии

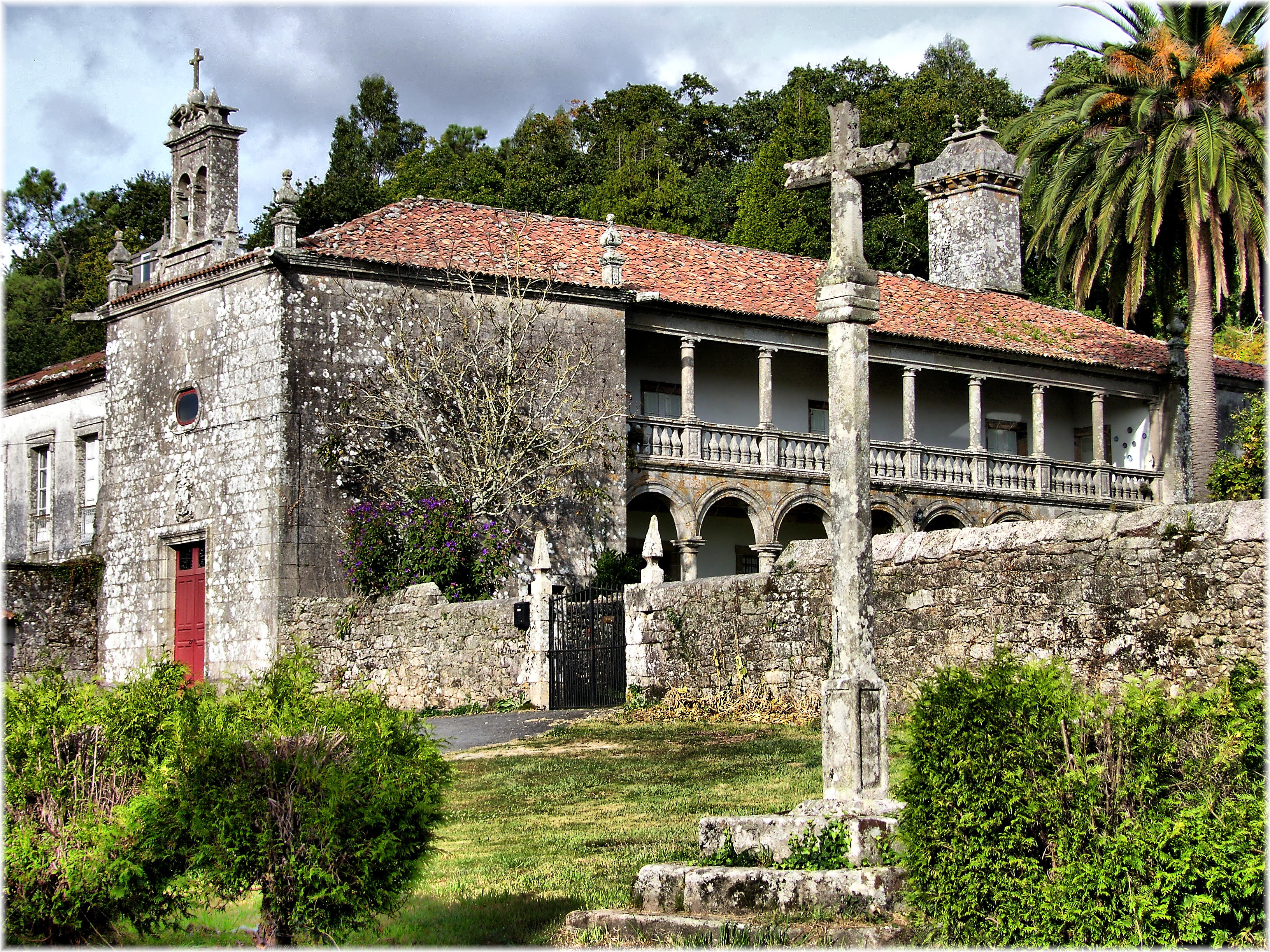
Пасо-де-Трасарис в Вимьянсо (Ла-Корунья).

Галисийская эмиграция в Аргентину была настолько многочисленной, что эпитет «галисиец» закрепился там за испанцами, независимо от их регионального происхождения. Альфонсо Даниэль Родригес Кастелао придумал фразу: «Галисиец не спрашивает, он эмигрирует». Среди самых удачливых были Панчо де Реадегос, Басилио Альварес, Бенхамин Кудейро, Хуан и Хесус Гарсия-Навейра, Модесто Эстевес и другие.

## Индиано Астурии
Астурия была, наряду с Галисией, регионом, откуда в Америку уехало больше всего эмигрантов. По возвращении многие из них построили особняки, которые являются частью богатой индианской архитектуры княжества, особенно в восточной и западной Астурии. Среди наиболее заметных астурийских индиано были Рамон Аргуэльес Алонсо, который позже станет маркизом Аргуэльес, Мануэль Ибаньес Посада (получивший титул графа Рибадедева), его брат Луис Ибаньес Посада (основал Banco Hispano Americano с репатриацией капитала после катастрофы 1898 года), Иньиго Норьега Мендоса, Ульпиано Куэрво, Иньиго Норьега Ласо, Мануэль Суарес-и-Суарес и другие.

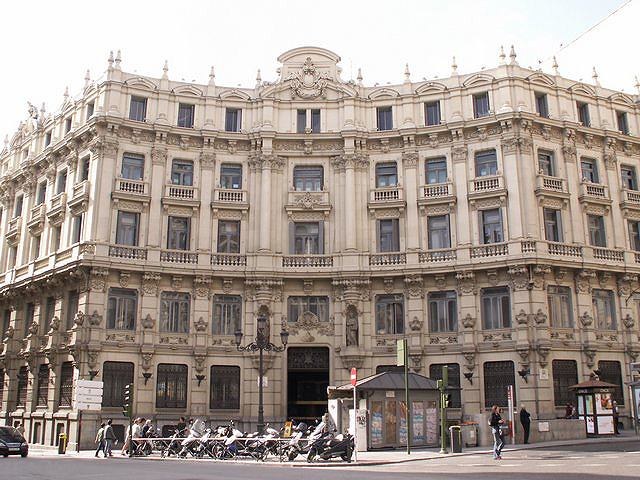
Штаб-квартира Banco Hispano-Americano в Мадриде (1902-1905), основанного астурийским индиано Луисом Ибаньесом Посада.
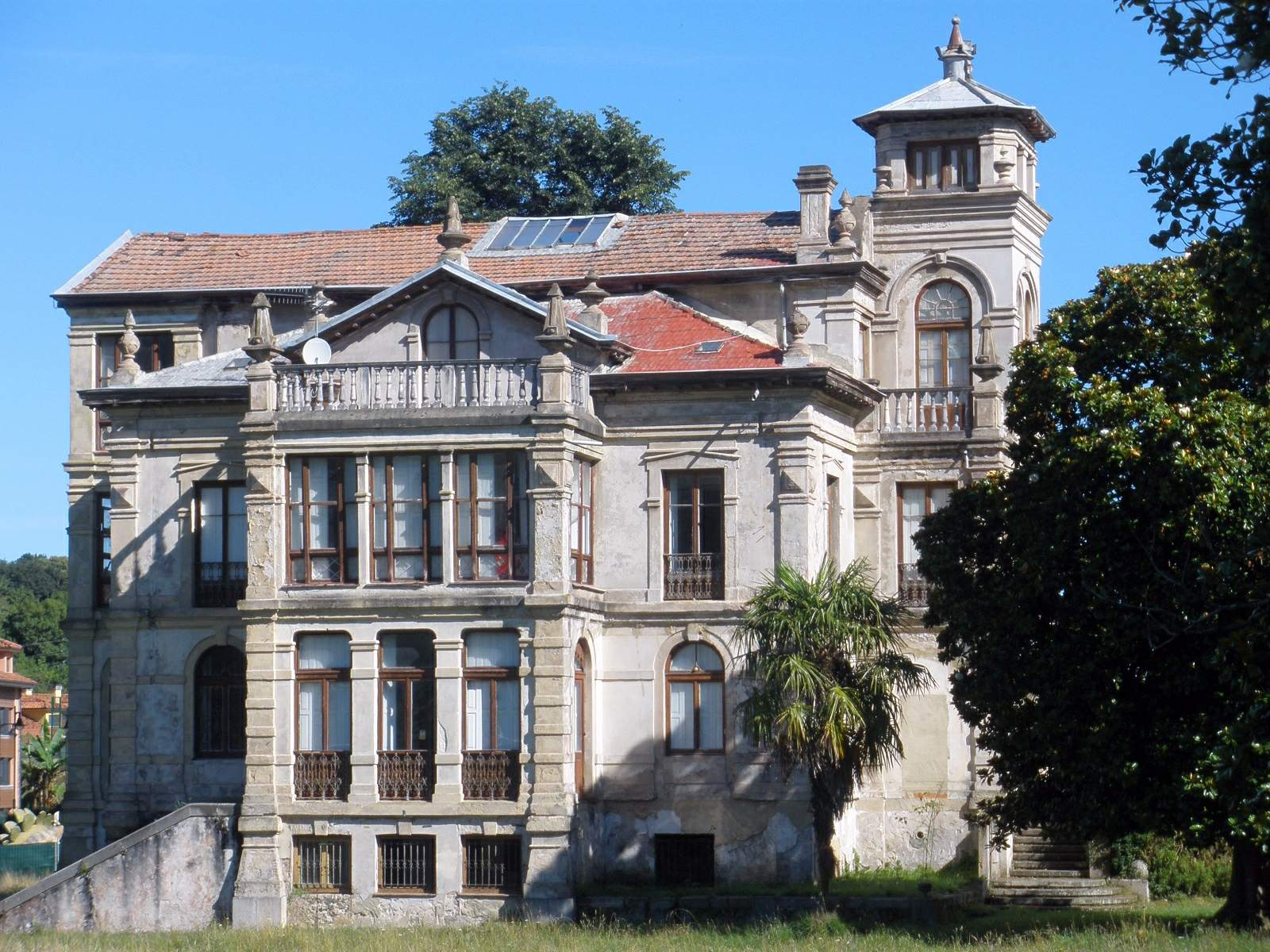
Дворец Партарриу в Льянесе.
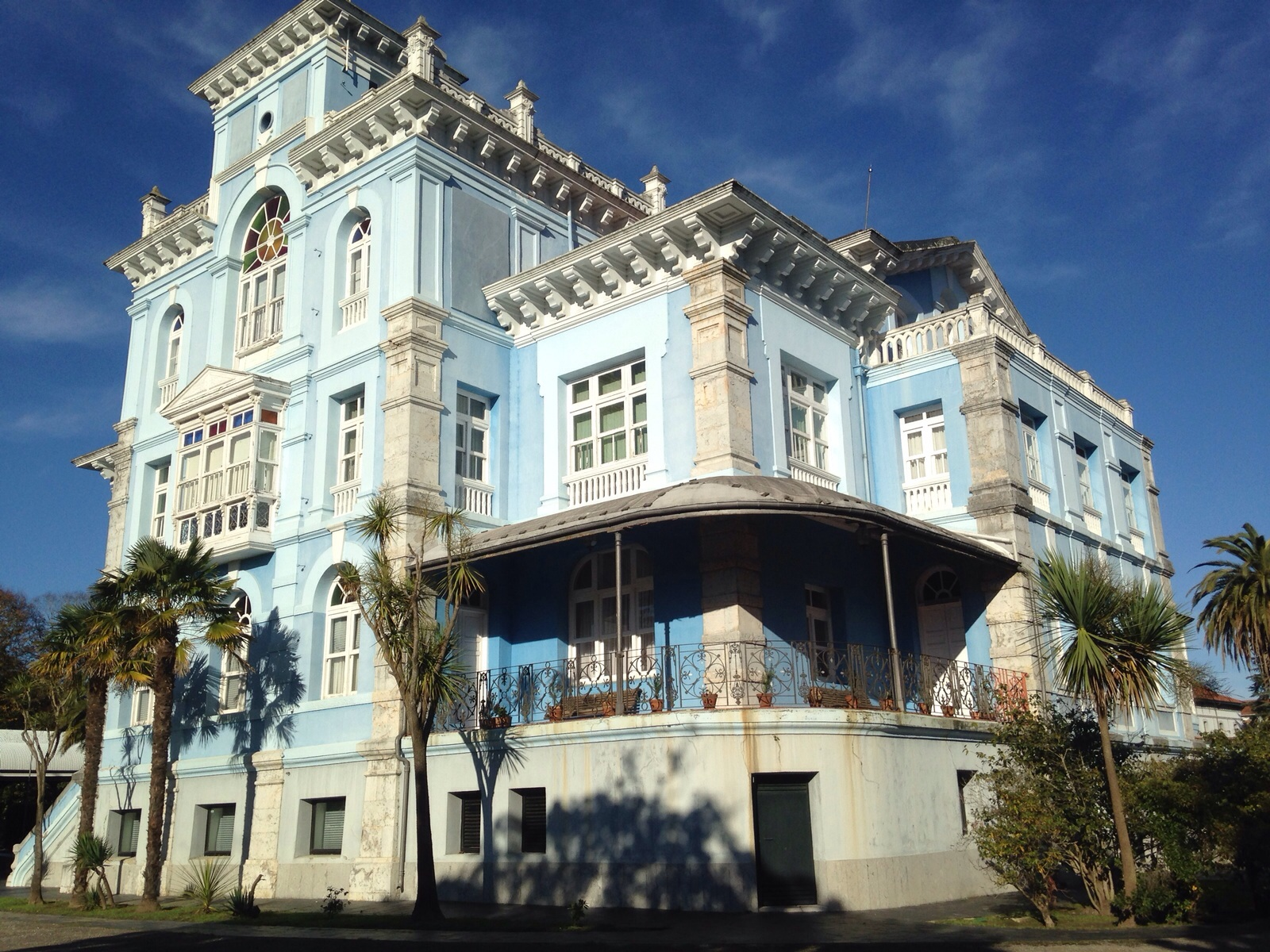
Музей астурийской эмиграции в Коломбресе (1906 г.).
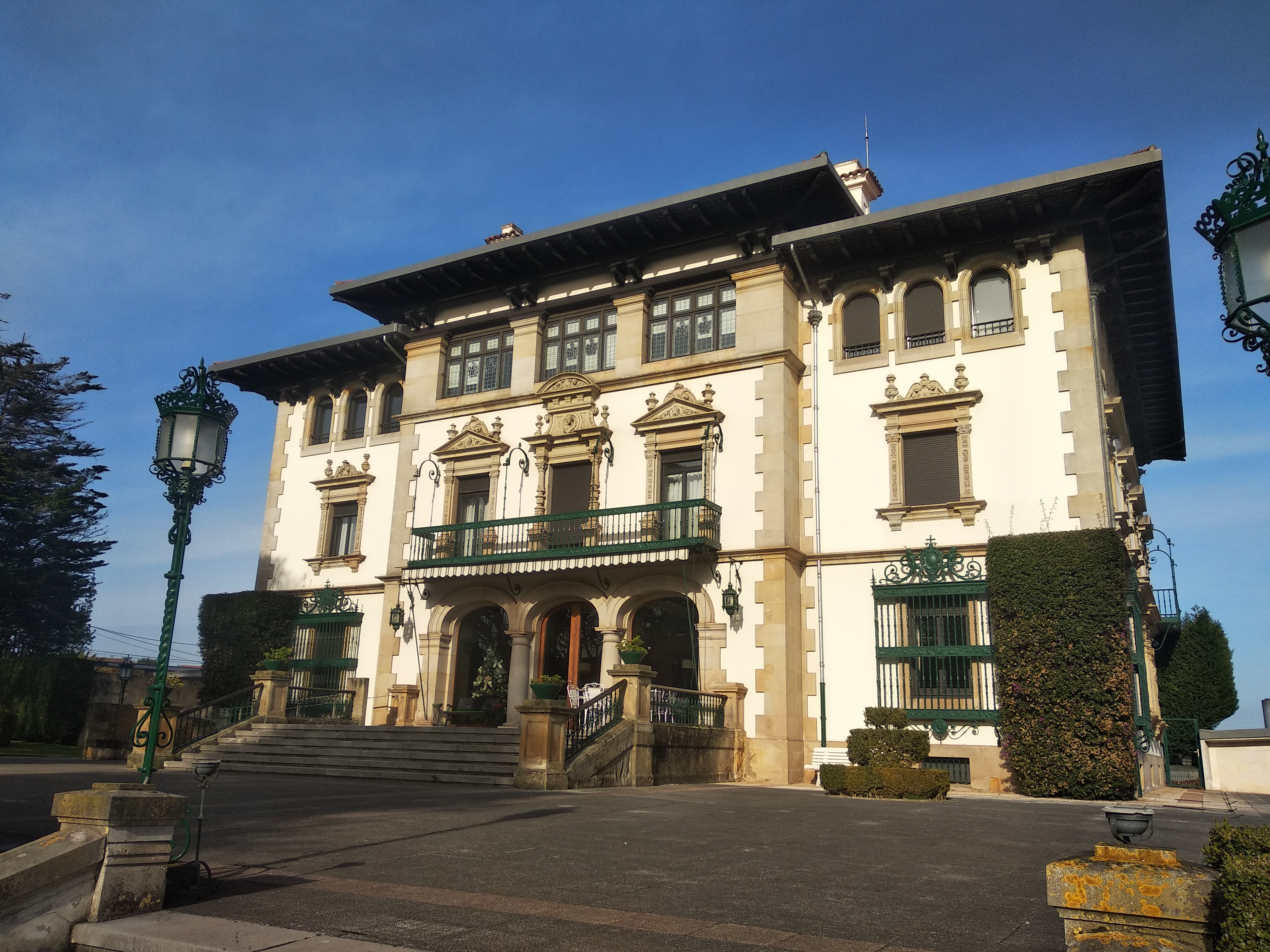
Солавьея (1918), особняк индиано, братьев Мигеля и Хосе Гарсия Альварес

## Индиано Монтаньи
Среди индиано Ла-Монтаньи (традиционное наименование нынешнего автономного сообщества Кантабрии) выделяются маркизы Комильяс, маркизы Вальдесилья, маркизы Мансанедо, графы ла Мортера, Сантьяго Галас, Эусебио Гомес или Матео Айя Обрегон. В честь них в 1978 году на вершине Пенья Кабарга был построен памятник Индиано, башня со смотровой площадкой, с которой можно увидеть залив Сантандер и порт, из которого тысячи эмигрантов отправились на новый континент.

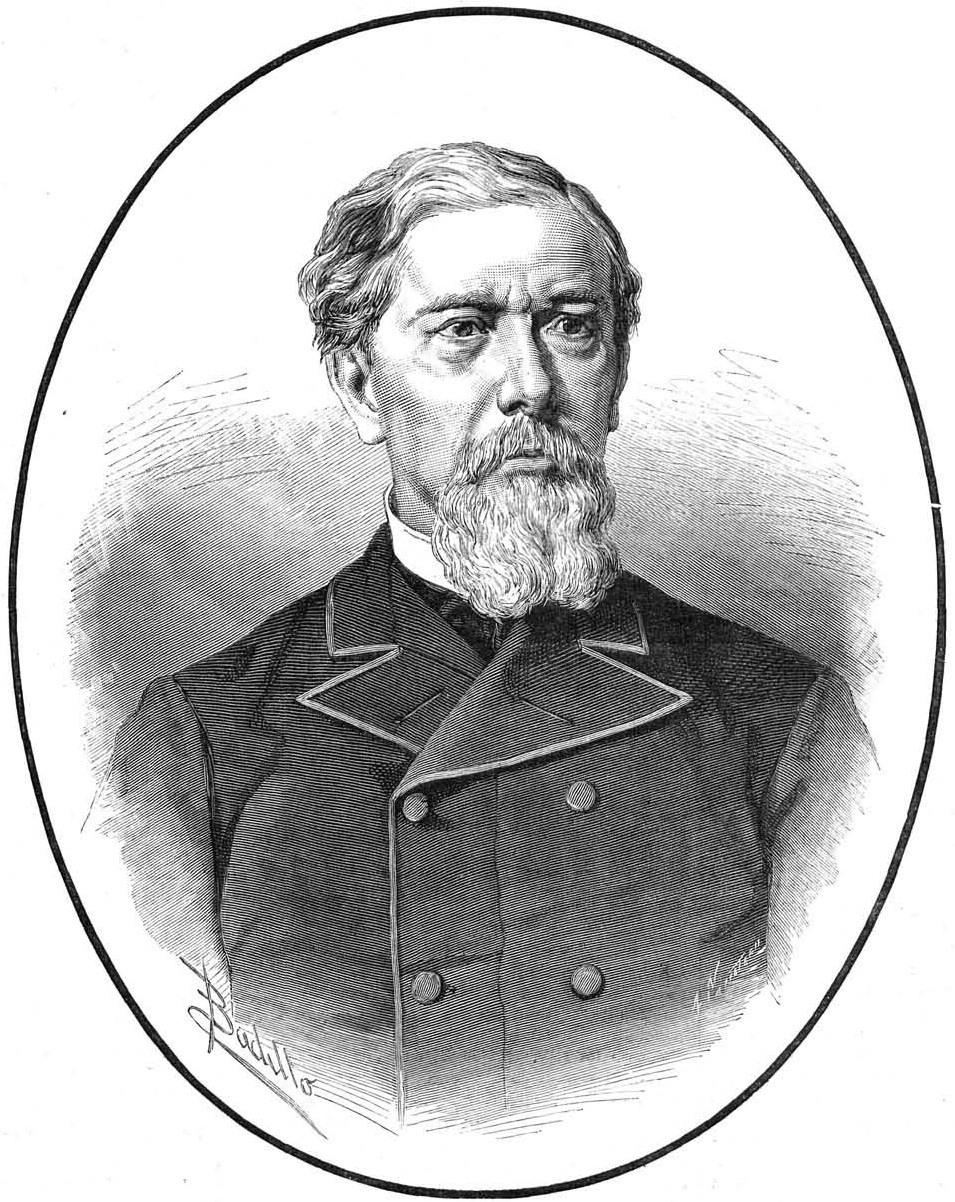
Антонио Лопес-и-Лопес, первый маркиз Комильяс.
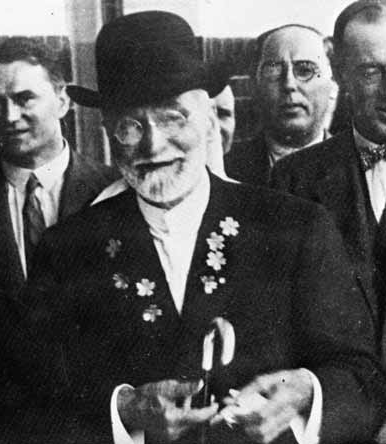
Рамон Пелайо де ла Торриенте, первый маркиз Вальдесилья.

## Индиано Страны Басков
Эмиграция басков из сельской местности в Америку была исторически очень важной, и она продолжалась и даже усиливалась в сельской местности в период индустриализации в конце XIX - начале XX веков. В то же время была внутренняя иммиграция из сельской местности в город и из других регионов Испании в баскские городские и промышленные районы. Примерами вернувшихся индиано были Ромуальдо Чаварри де ла Эррера (1819–1899), Пио Бермехильо Ибарра (1820–1883), Хосе Альтуна Сагастибельса, Рамон Эррасу, Мигель Сайнс Индо (1823–1876), семья Хосе Хавьера Урибаррена-и-Маркуэ-Эркиага (1791-1861) и Марии Хесус Агирребенгоа (1811-1857), Мартин Мендия Конде (1841-1924),  Паскуаль Абароа Урибаррен (1825-1890), Паулино де ла Сота-и-Ортис (1831-1927), Ромуальдо Чаварри, Грегорио дель Кастильо Гарна,  Хосе Аречабала, Хуан де Сабала, Антонио и Рафаэль Амабискар (1873-1952), Леандро Уррутиа (1848-1908), Антонио Льягуно (1874–1958),  братья Виванко (1885–1950), Педро Хуан де Сулуэта и другие.

## Индиано Каталонии
Среди индиано, вернувшихся в Каталонию, выделяется фигура Мигеля Биады Буньоля, члена Генеральных кортесов, который, посвятив всю свою жизнь торговому флоту, курсировавшему между Маракайбо и Гаваной, был инициатором строительства железной дороги Барселона-Матаро, первой железнодорожной линии Пиренейского полуострова и второй в Испании после железной дороги Гавана-Гуинес. Он вложил всё или большую часть своего состояния в этот процесс, умер до открытия железнодорожной линии.
Также известны Хосе Шифре-и-Касас, Факундо Бакарди, Агусти Виларет, Хосеп Мария Уэртас и другие.

Маркиз Комильяс, монтаньес по происхождению, по возвращении в Испанию поселился в Барселоне.

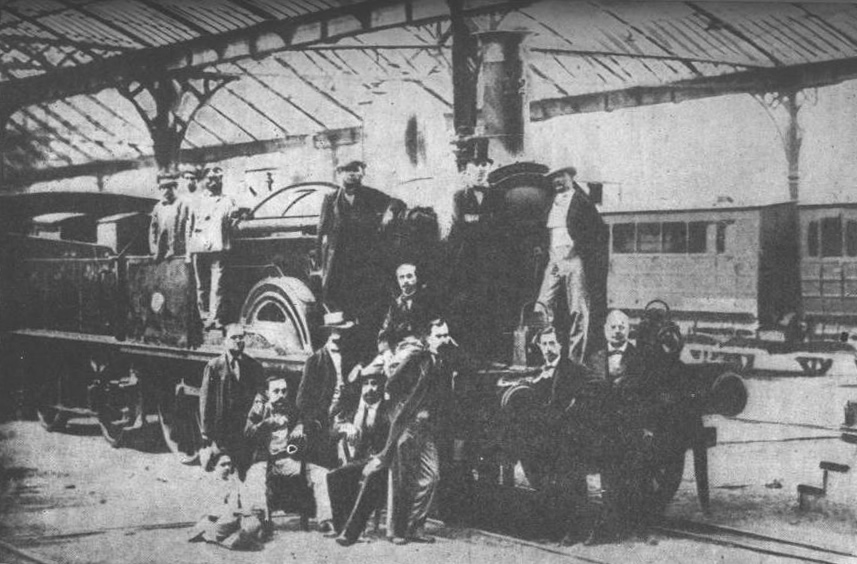
Строители и акционеры линии Барселона-Матаро, продвигаемой Мигелем Биада Буньолем, первой железнодорожной линии на Пиренейском полуострове (1848 г.).
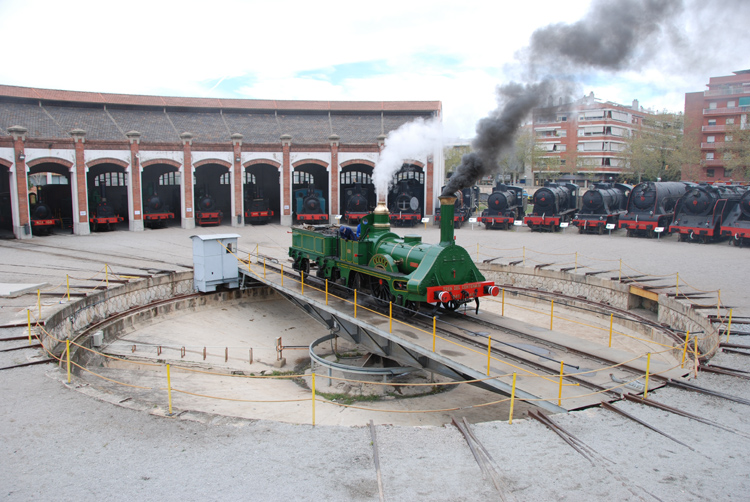
Локомотив, воспроизводящий оригинал железной дороги Барселона-Матаро, которым управлял Мигель Биада Буньоль в 1840-х годах. В настоящее время хранится в Железнодорожном музее Каталонии.
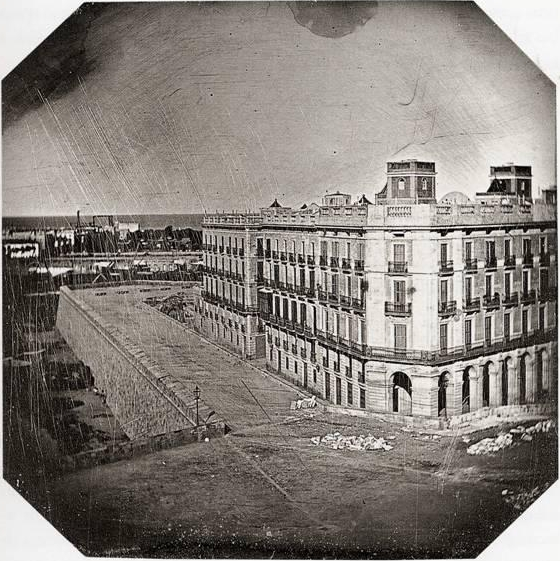
На первом дагерротипе, сделанном в Испании, изображен строящийся Casa Xifré (1848 г.).
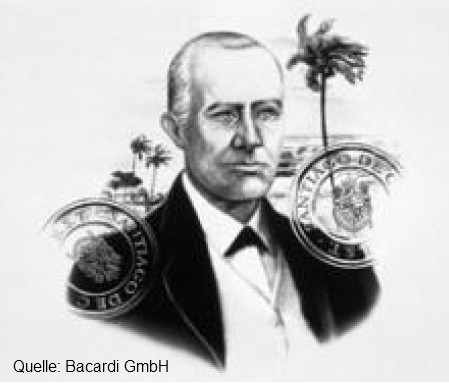
Факундо Бакарди

## Индиано Канарских островов

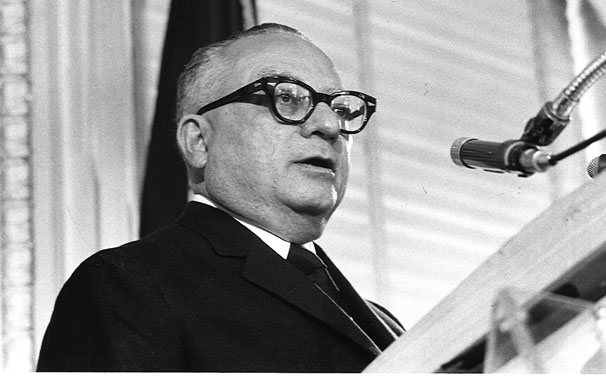
Ромуло Бетанкур, сын канарского эмигранта, ставший президентом Венесуэлы.

Канарская эмиграция была очень интенсивной с XVII века до начала второй половины XX века, особенно на этом последнем этапе. Основными направлениями были Пуэрто-Рико (XIX век), Куба (начало XX века), Аргентина (20-е и 30-е годы XX века) и Венесуэла (середина XX века). Предыдущие эмиграции были направлены, в меньшей степени, в Уругвай (столица Монтевидео была основана канарцами), Доминиканскую Республику и Техас (где канарцы основали город Сан-Антонио). Влияние феномена эмиграции на канарское общество и культуру отразилось на организации фестивалей в честь вернувшихся индиано (Карнавал Санта-Крус-де-ла-Пальма).

## Смотрите также
- Испанская диаспора
- Испанцы в Аргентине
- Испанцы на Кубе